# Remo Bertoni
Remo Bertoni (Giubiano, Varese, 21 de junho de 1909 - 18 de setembro de 1973) foi um ciclista italiano que foi profissional entre 1929 e 1939. O seu sucesso mais importante foi a medalha de prata na  Campeonato do Mundo de ciclismo de 1932 e uma etapa do Giro d'Italia do mesmo ano.

## Palmarés
- 1929

 Campeão da Itália da categoria independente
 Medalha de prata em Campeonato do Mundo de ciclismo amador
- 1931

1º no Grande Prémio Bendoni
1º no Grande Prémio Masnego
Vencedor de 2 etapas no Giro de Campania
- 1932

1º na Treviso-Monte Grappa
Vencedor de uma etapa do Giro d'Italia
 Medalha de prata em Campeonato do Mundo de ciclismo
- 1933

1º na Pistoia-Prunetta
- 1934

1º na Castellanza-Macugnaga
1º na Cittiglio-Leffe
 Vencedor do Grande Prêmio da Montanha no Giro d'Italia
- 1938

1º na Copa Victoria
- 1939

 Campeão da Itália de Ciclocross

### Resultados no Giro d'Italia
- 1932. 3º da classificação geral e vencedor de uma etapa
- 1933. 19º da classificação geral
- 1934. 6º da classificação geral e vencedor do Grande Prêmio da Montanha
- 1935. 6º da classificação geral

### Resultados no Tour de France
- 1935. Abandona (8º etapa)